# Malagana
Malagana är en ort i Mexiko.   Den ligger i kommunen León och delstaten Guanajuato, i den centrala delen av landet, 300 km nordväst om huvudstaden Mexico City. Malagana ligger 1 769 meter över havet och antalet invånare är 1 076.
Terrängen runt Malagana är huvudsakligen platt, men norrut är den kuperad. Runt Malagana är det mycket tätbefolkat, med 1 135 invånare per kvadratkilometer. Närmaste större samhälle är León de los Aldama, 12,3 km nordost om Malagana. Trakten runt Malagana består till största delen av jordbruksmark.